# Шульгин, Владимир Михайлович
Владимир Михайлович Шульгин (1838—1911) — русский военный 
деятель. Генерального штаба Генерал-лейтенант (1895).  

## Биография
В службу вступил в 1855 году после окончания 2-го кадетского корпуса с производством в прапорщики и выпущен в Семёновский лейб-гвардии полк. В 1859 году после окончания Михайловской артиллерийской академии произведён в  прапорщики гвардейской артиллерии и одновременно назначен репетитором во 2-й кадетский корпус. В том же году он был произведён в подпоручики гвардии, а спустя год — в поручики гвардии. 
Вскоре после этого В. М. Шульгин в течение нескольких месяцев был прикомандирован к Сестрорецкому оружейному заводу, где состоял при начальнике завода для особых поручений. Затем в качестве репетитора по математике он был  переведён в Константиновское военное училище. Прослужив там около трёх лет, В. М. Шульгин поступил на геодезическое отделение Николаевской академии Генерального штаба, после окончания которого в 1865 году был произведён в  штабс-капитаны. Пробыв затем некоторое время в Пулковской обсерватории, он был в том же году произведён в капитаны Генерального Штаба, и спустя 2 года принял участие в работах по градусному измерению дуги параллели 52° северной широты. .
С 1867 года назначен исполняющим обязанности начальника астрономических и геодезических работ в  Казанской губернии, а в 1869 году, одновременно с производством в подполковники, был утверждён в этой должности. 
В 1872 году он был произведён в полковники с назначением начальником триангуляции Курляндской губернии.  С 1881 года назначен начальником Военно-топографического отделения Восточно-Сибирского военного округа.
В 1883 году произведён в генерал-майоры. С 1885 года, в связи с упразднением Восточно-Сибирского военного округа и созданием Приамурского военного округа, В. М. Шульгин стал начальником Военно-топографического отделения этого округа. В этом качестве он в 1886 году принял активное  участие в работах комиссии по проверке государственной границы Южно-Уссурийского края с Китаем.
С 1887 года назначен начальником топографической съёмки Северо-Западного края. В 1895 году произведён в генерал-лейтенанты.
Во время Русско-Японской войны В. М. Шульгин был командирован в город Цицикар в качестве начальника 3-й маньчжурской топографической съемки, где принял активное участие в работах по съемке Маньчжурии. По окончании работ он был командирован обратно к основному месту службы.
Скончался 3 (16) августа 1911 года в Риге. Похоронен в Санкт-Петербурге на Смоленском лютеранском кладбище, рядом с женой Фридерикой Федоровной Шульгиной, урожденной фон Гевден (Höwden), скончавшейся 30 января (12 февраля) 1911 года.

## Награды
Награды
- Орден Святой Анны 3-й степени  (1868)
- Орден Святого Станислава 2-й степени (1870)
- Орден Святого Владимира 4-й степени  (1872)
- Орден Святой Анны 2-й степени  (1874)
- Орден Святого Владимира 3-й степени  (1877)
- Орден Святого Станислава 1-й степени (1886)
- Орден Святой Анны 1-й степени  (1887)
- Орден Святого Владимира 2-й степени  (1891)
- Орден Белого орла (1898)
- Орден Святого Александра Невского (1906)